# Jarrod Parker
Jarrod Parker, ameriški bejzbolist, * 24. november 1988, Fort Wayne, Indiana, ZDA.
Parker je ameriški poklicni metalec in trenutno član ekipe Oakland Athletics v MLB.

## Poklicna kariera

### Arizona Diamondbacks
Izbran je bil kot deveti v prvem krogu nabora leta 2007 s strani ekipe Arizona Diamondbacks. Izbran je bil neposredno  iz srednje šole Norwell High School v Indiani kot prvi metalec na naboru tistega leta. Pogodbo je s svojo ekipo sklenil tik pred zdajci, saj je premleval vpis na univerzo Georgia Tech University.
Zatem se ni udeležil t. i. pro-balla tistega leta, vendar je nato kar dobro vskočil v Single-A stopnjo ekipe v Silver Bendu in se, za 19-letnika, kar dobro izkazal.Ob koncu leta je zbral 12 zmag, 5 porazov, povprečno dovoljeval 3,44 teka in zbral 177 izločitev z udarci v 117 menjavah. Leto 2009 je začel na stopnji High-A v Visalii, aprila pa je že bil na stopnji Double-A v Mobilu. 30. julija je poškodoval svoj desni komolec. Poškodba je bila tako huda, da tisto sezono več ni metal in je potreboval t. i. Tommy Johnovo operacijo. Leto 2011 je nato preživel v Mobilu in končal z 11 zmagami in 8 porazi. Svojo prvo priložnost v Glavni bejzbolski ligi je imel 27. septembra 2011 proti ekipi Los Angeles Dodgers in v 5 menjavah ni dovolil teka.

### Oakland Athletics
9. decembra 2011 so Arizona Diamondbacks poslali Parkerja, Collina Cowgilla in Ryana Cooka k ekipi Oakland Athletics, v zameno za Trevorja Cahilla in Craiga Breslowa. 5. junija 2012 Parker v kar sedmih menjavah ni dovolil udarca v polje proti ekipi Texas Rangers.

## Igralski profil
Parker uporablja 5 različnih vrst metov. Njegov glavni met je 4-šivna hitra žoga, katero meče s povprečno hitrostjo 150 kilometrov na uro in jo uporablja za približno polovico vseh svojih metov. Prav tako uporablja 2-šivno hitro žogo, ki jo meče s povprečno hitrostjo okrog 145-150 kilometrov na uro, spremenljivca, ki ga meče pri okrog 130 kilometrov na uro, občasno pa uporablja še drsalca in oblinarko. 2-šivno hitro žogo in spremenljivca po navadi uporablja proti levičarjem, saj ju meče tako, da se gibljeta proti zunanjemu robu odbijalčevega krožnika. Proti desničarjem 2-šivne hitre žoge sploh ne uporablja, predvsem se poslužuje drsalca. V primerih, ko ima odbijalec dva udarca, se Parker pogosto poslužuje spremenljivca.